# Louekari (ö i Lappland, Kemi-Torneå)
Louekari är en ö i Finland. Den ligger i Bottenviken och i kommunen Simo i den ekonomiska regionen  Kemi-Torneå i landskapet Lappland, i den norra delen av landet. Ön ligger omkring 100 kilometer söder om Rovaniemi och omkring 610 kilometer norr om Helsingfors.
Öns area är 13,3 hektar och dess största längd är 0,5 kilometer i sydöst-nordvästlig riktning.